# Ipertensione portale
L'ipertensione portale deriva dall'aumento delle resistenze al flusso ematico della vena porta, che può essere dovuto a molteplici cause. Normalmente tra la vena porta e le vene sovraepatiche vi è un gradiente di circa 3-5 mmHg. Si parla di ipertensione portale quando il gradiente pressorio tra vena porta e vene sovraepatiche supera i 5 mmHg. Quando si raggiunge un gradiente di 12mmHg l'ipertensione portale diviene clinicamente rilevante.

## Cause
Le cause dell'ipertensione portale sono spesso suddivise, in base alla loro localizzazione, in pre-epatiche, intraepatiche e post-epatiche.
- Le cause pre-epatiche possono essere una trombosi ostruttiva della vena porta che si verifica prima della sua entrata nel fegato, ad una stenosi portale o a splenomegalia.
- Le cause intra-epatiche sono costituite nella grande maggioranza dei casi da cirrosi epatica.
- Le cause post-epatiche sono un'insufficienza cardiaca destra, pericardite o ostruzioni delle vene epatiche.

Più raramente l'ipertensione portale può essere causata da altre patologie del fegato (fibrosi epatica, epatite alcolica, sindrome Budd-Chiari), da una trombosi a carico delle vene epatiche o da una insufficienza cardiaca. Talvolta l'ipertensione portale può anche essere idiopatica. Nei paesi sottosviluppati, una delle cause principali è la schistosomiasi.

## Fisiopatologia
L'ipertensione portale è associata nella maggioranza dei casi a cirrosi epatica. La contrazione delle cellule muscolari lisce e dei miofibroblasti che originano dalla trasformazione delle cellule stellate provoca un aumento delle resistenze del flusso portale nei sinusoidi a cui contribuiscono anche i danni al parenchima epatico provocati dalla cirrosi cioè fibrosi estesa dalle triadi portali alle vene centrolobulari e noduli parenchimatici. I sinusoidi a loro volta tendono a diminuire la secrezione di ossido nitrico (NO), un potente vasodilatatore, e ad aumentare quella di endotelina-1 che è invece un potente vasocostrittore, insieme a citochine e angiotensinogeno, precursore di un altro vasocostrittore, l'angiotensina II. Nella cirrosi si assiste anche ad un rimodellamento della circolazione sanguigna del fegato per cui si riscontrano shunt artero-venosi che tendono a portare la bassa pressione portale (intra epatica) a livelli simili a quelli arteriosi.
L'aumento del flusso venoso portale conseguente all'aumento del flusso sanguigno nella circolazione splancnica è un altro meccanismo importante per lo sviluppo di ipertensione portale. Pare che ciò sia dovuto a una ridotta attività dei macrofagi nell'intestino, i quali non smaltiscono il DNA batterico in eccesso e a cui l'organismo risponde incrementando la sintesi di NO, che provoca vasodilatazione arteriosa nella circolazione splancnica.

## Segni e sintomi
Poiché in caso di ipertensione portale il flusso attraverso la vena porta incontra maggiore resistenza, il sangue venoso del sistema portale viene convogliato a forza in canali secondari onde raggiungere la vena cava e da qui il cuore. 
Si vengono così a formare degli shunt porta-cava o circoli collaterali. Questi circoli collaterali si possono dividere in superficiali e profondi.
- Circoli collaterali superficiali:
  - Tipo portale inferiore: abbiamo un'anastomosi tra le vene paraombelicali (circolo portale) e le vene epigastriche inferiori (circolo sistemico (cava)). Queste ultime scaricano nella iliaca esterna e da qui nella cava inferiore.
  - Tipo portale superiore: abbiamo un'anastomosi tra le vene paraombelicali e le vene epigastriche superiori che scaricano nella mammaria interna e da qui nella cava superiore.
  - Caput medusae: in questo caso sono presenti entrambi i circoli collaterali contemporaneamente delineando, insieme all'ombelico, un aspetto simile ad una medusa. Nel caso in cui sia rimasta pervia o si sia ricanalizzata la vena ombelicale si parla di sindrome di Cruveilhier-Baumgarten.
- Circoli collaterali profondi:
  - Anastomosi esofagee: si formano a livello cardiale, tra la vena gastrica sinistra, o stomacica, che scarica nella porta, e il plesso esofageo, che scarica nella cava.
  - Anastomosi rettali: si formano tra i plessi venosi rettali superiori, tributari della porta, e quelli inferiori e medi, tributari della cava.
  - Sistema del Retzius: costituito da comunicazioni esistenti tra radici delle vene mesenteriche e piccole vene affluenti delle vene parietali addominali e viscerali affluenti della cava.

Questo può avere numerose conseguenze:
- Ascite (raccolta di liquido nella cavità peritoneale);
- Encefalopatia epatica;
- Splenomegalia (ingrossamento della milza), con conseguente sequestro di globuli rossi, globuli bianchi e piastrine, che risulta in una moderata pancitopenia;
- Aumento del rischio di peritonite batterica spontanea;
- Aumento del rischio di sindrome epatorenale;
- Anastomosi (fistole) tra il sistema portale e la circolazione sistemica, tra cui le più frequenti danno luogo alle emorroidi (anastomosi nelle pareti rettali), al caput medusae (le vene periombelicali appaiono turgide e intricate; è segno di anastomosi nella zona periumbelicale) e alle varici esofagee (causate dallo shunting del sangue del sistema portale nelle vene esofagee e da qui nella vena cava superiore). Queste ultime sono molto rischiose, poiché un'eventuale rottura delle varici nell'esofago può risultare in un'emorragia potenzialmente fatale.

## Trattamento

### Terapia farmacologica
Il trattamento con  betabloccanti non selettivi viene iniziato spesso al momento della diagnosi di ipertensione portale e praticamente sempre se vi è segno di emorragia varicosa. I farmaci usati sono tipicamante il propranololo e il nadololo. L'aggiunta di un nitrato ai betabloccanti ne aumenta l'efficacia. Nelle complicazioni acute gravi dell'ipertensione, come l'emorragia delle varici esofagee, possono venir somministrati octreotide o terlipressina endovena per diminuire la pressione nel sistema portale. I pazienti con ipertensione portale dovrebbero sottoporsi a gastroscopia per investigare l'esistenza di varici esofagee.

### Trattamento percutaneo
Tramite un intervento miniinvasivo transgiugulare ("TIPS" ossia Transjugular Intrahepatic Portosystemic Shunt),  è possibile creare uno shunt tra il sistema portale e quello venoso centrale, dove la pressione è minore. Tale procedura è indicata nella profilassi del risanguinamento da varici gastroesofagee e per l'ascite intrattabile. Questo fa diminuire la pressione nel sistema portale e riduce il rischio di complicanze. Il problema più comune in questa procedura, drammaticamente ridotto dopo l'impiego di endoprotesi ricoperte in politetrafluoroetilene, è il blocco dello shunt. Il rischio maggiore e più drammatico è rappresentato dall'insorgenza post-intervento di una encefalopatia grave, oltre il 50% dei casi. Motivo per il quale una dieta a restrizione proteica e una corretta impostazione della terapia medica diuretica sono imprescindibili.

### Interventi chirurgici
- Shunt splenorenale, eseguito per la prima volta dal Professor Ugo Boggi;[1]
- Trapianto di fegato